# Cojean (société)
Pour les articles homonymes, voir Cojean.
 (mai 2025).
Motif : Insuffisance en matière de sources secondaires centrées. Cf WP:CAA 
- Archive Wikiwix
- Bing
- Cairn
- DuckDuckGo
- E. Universalis
- Gallica
- Google
- G. Books
- G. News
- G. Scholar
- Persée
- Qwant
- (zh) Baidu
- (ru) Yandex
- (wd) trouver des œuvres sur Wikidata

| 1. | Préciser le motif de la pose du bandeau. | Précisez le motif de la pose du bandeau en utilisant la syntaxe suivante : {{admissibilité à vérifier\|date=mai 2025\|motif=remplacez ce texte par le motif}}                         |
| 2. | Informer les utilisateurs concernés.     | Pensez à avertir le créateur de l'article, par exemple, en insérant le code ci-dessous sur sa page de discussion : {{subst:avertissement admissibilité à vérifier\|Cojean (société)}} |

 (mai 2025).
La mise en forme du texte ne suit pas les recommandations de Wikipédia : il faut le « wikifier ».
Les points d'amélioration suivants sont les cas les plus fréquents. Le détail des points à revoir est peut-être précisé sur la page de discussion.
- Les titres sont pré-formatés par le logiciel. Ils ne sont ni en capitales, ni en gras.
- Le texte ne doit pas être écrit en capitales (les noms de famille non plus), ni en gras, ni en italique, ni en « petit »…
- Le gras n'est utilisé que pour surligner le titre de l'article dans l'introduction, une seule fois.
- L'italique est rarement utilisé : mots en langue étrangère, titres d'œuvres, noms de bateaux, etc.
- Les citations ne sont pas en italique mais en corps de texte normal. Elles sont entourées par des guillemets français : « et ».
- Les listes à puces sont à éviter, des paragraphes rédigés étant largement préférés. Les tableaux sont à réserver à la présentation de données structurées (résultats, etc.).
- Les appels de note de bas de page (petits chiffres en exposant, introduits par l'outil «  Source ») sont à placer entre la fin de phrase et le point final[comme ça].
- Les liens internes (vers d'autres articles de Wikipédia) sont à choisir avec parcimonie. Créez des liens vers des articles approfondissant le sujet. Les termes génériques sans rapport avec le sujet sont à éviter, ainsi que les répétitions de liens vers un même terme.
- Les liens externes sont à placer uniquement dans une section « Liens externes », à la fin de l'article. Ces liens sont à choisir avec parcimonie suivant les règles définies. Si un lien sert de source à l'article, son insertion dans le texte est à faire par les notes de bas de page.
- La présentation des références doit suivre les conventions bibliographiques. Il est recommandé d'utiliser les modèles {{Ouvrage}}, {{Chapitre}}, {{Article}}, {{Lien web}} et/ou {{Bibliographie}}. Le mode d'édition visuel peut mettre en forme automatiquement les références.
- Insérer une infobox (cadre d'informations à droite) n'est pas obligatoire pour parachever la mise en page.

Pour une aide détaillée, merci de consulter Aide:Wikification.
Si vous pensez que ces points ont été résolus, vous pouvez retirer ce bandeau et améliorer la mise en forme d'un autre article.
Cojean est une enseigne française de restauration rapide, créée en 2001 à Paris par Alain Cojean.
Présente principalement à Paris, en Île-de-France et à Lyon (Gare Part-Dieu), elle propose une offre centrée sur des produits frais, préparés chaque jour, avec une large variété d’options alimentaires.

## Histoire
Le premier restaurant a ouvert le 15 novembre 2001 au 6 rue de Sèze, dans le 9ᵉ arrondissement de Paris.
L'enseigne propose une offre de restauration basée sur des produits frais, préparés quotidiennement, avec des plats adaptés à différents régimes alimentaires. Elle se positionne dans le segment de la restauration rapide dite « saine ».
En 2017, Alain Cojean quitte l'entreprise, qui est reprise par une équipe de collaborateurs historiques. En 2022, Thomas Pluchart[source secondaire nécessaire] devient président du groupe, après avoir participé à son développement pendant plusieurs années.
Après un développement en propre jusqu’en 2023, l’entreprise a commencé à se déployer en licence à partir de 2024, principalement dans les lieux de transport.  En 2023, Cojean comptait 40 restaurants en propre, principalement situés en Île-de-France.

## Activité
Cojean propose une large offre de restauration rapide pour les différents moments de la journée, comprenant des boissons chaudes bio, des jus pressés minutes, des œufs brouillés des salades cuisinées, des sandwichs froids ou toastés, des soupes, des plats chauds ainsi que des desserts. Les produits sont disponibles sur place, à emporter, en livraison, en click & collect et via des plateformes de commande en ligne.
Les recettes sont majoritairement élaborées au sein de la cuisine centrale de l’entreprise et au sein des restaurants. Elles sont compatibles avec différents régimes alimentaires : végétarien, végétalien, sans gluten, sans lactose, bio.

## Engagements environnementaux et sociaux

### Engagements
En juin 2019, l’entreprise a été labellisée B corporation, devenant la première enseigne de restauration rapide en France à obtenir ce label,.
Ce label, qui atteste de l'engagement social, environnemental et de gouvernance des entreprises, a été renouvelé en 2023.
L'entreprise indique que sa raison d’être est « Nourrir, Aimer, Donner ». Cette orientation se traduit par plusieurs engagements mis en œuvre dans ses restaurants, parmi lesquels :
- Une offre végétarienne représentant plus de 50 % des plats salés proposés ;
- Des actions de lutte contre le gaspillage alimentaire, incluant la redistribution des invendus à des associations caritatives[5][source secondaire nécessaire] et la vente de paniers anti-gaspi ;
- La mise en place du tri et de la séparation des flux de déchets ;
- Des initiatives en faveur du réemploi et de la réduction des emballages à usage unique ;
- Une politique d’achats excluant certains produits, notamment le bœuf, l’huile de palme et certains additifs controversés.

### Impact social
Cojean indique employer des collaborateurs de près de 50 nationalités différentes et affirme que 100 % de ses directeurs et directrices de restaurant sont issus d’un parcours de promotion interne.
L’entreprise a publié un indexe d’égalité homme/femme de 93/100 en 2024.

### Impact sociétal
Depuis 2011, l’entreprise a une structure philanthropique dénommée NOURRIR AIMER DONNER qui lutte contre la précarité.
A titre d’exemple, à travers ses opérations annuelles Wintersocks et Wintersleeps, plus de 225 000 sous - vêtements ont été redistribués à des sans - abris via un partenariat avec le Samu Social de Paris lancé en 2012[source secondaire nécessaire].
Un autre exemple de partenariat dans la durée de NOURRIR AIMER DONNER est le soutien au programme Water In School de l’ONG 1001 fontaines : près de 100 écoles au Cambodge ont été parrainées pendant 1 an en eau potable depuis 2017.

## Mentions dans les médias
L’enseigne a été mentionnée par plusieurs médias, dont le magazine Vogue, qui l’a citée parmi les dix meilleures adresses de "cuisine saine" à Paris.